# Mkhedrioni
Mkhedrioni ou Mjedrioni foi um grupo paramilitar e uma organização criminosa na República da Geórgia, banida desde 1995, mas posteriormente reconstituída como o partido político União dos Patriotas.
Foi fundada em 1989, estando subordinada ao senhor da guerra Jaba Ioseliani, e esteve envolvida no golpe de Estado contra o primeiro presidente eleito da Geórgia, Zviad Gamsakhurdia, em 1991.

## Características
Os membros do Mjedrioni ganharam uma reputação negativa como uma gangue fortemente armada que utilizava violência e intimidação contra seus rivais. Eram distinguidos por suas roupas, consistindo em jeans, suéteres e jaquetas e óculos de sol, usados inclusive em ambientes fechados. Seus membros eram frequentemente acusados de atividades criminosas, extorsão e "venda de proteção" em áreas onde detinham controle efetivo, com bloqueios de estradas onde era preciso pagar "pedágios", tráfico de drogas e roubos. Em 1991, estimava-se que os Mjedrioni possuíam cerca de 8.000 membros, consideravelmente mais do que a Guarda Nacional da Geórgia.